# Poillé-sur-Vègre
Poillé-sur-Vègre est une commune française, située dans le département de la Sarthe en région Pays de la Loire, peuplée de 597 habitants (les Poilléens).
La commune fait partie de la province historique du Maine.

## Géographie
Poillé-sur-Vègre est une commune sarthoise située à 10 km au nord de Sablé-sur-Sarthe et 40 km du Mans. La commune est bordée par la Vègre.
| Épineux-le-Seguin (Mayenne) | Avessé           | Chevillé           |
| Auvers-le-Hamon             | Poillé-sur-Vègre | Fontenay-sur-Vègre |
|                             |                  | Asnières-sur-Vègre |

### Géologie
La commune repose sur le bassin houiller de Laval daté du Culm, du Viséen supérieur et du Namurien (daté entre -346 et -315 millions d'années).

### Climat
Pour des articles plus généraux, voir Climat des Pays de la Loire et Climat de la Sarthe.
En 2010, le climat de la commune est de type climat océanique dégradé des plaines du Centre et du Nord, selon une étude du CNRS s'appuyant sur une série de données couvrant la période 1971-2000. En 2020, Météo-France publie une typologie des climats de la France métropolitaine dans laquelle la commune est exposée à un climat océanique et est dans la région climatique  Moyenne vallée de la Loire, caractérisée par une bonne insolation (1 850 h/an) et un été peu pluvieux. 
Pour la période 1971-2000, la température annuelle moyenne est de 11,4 °C, avec une amplitude thermique annuelle de14,3 °C. Le cumul annuel moyen de précipitations est de 679 mm, avec 11,9 jours de précipitations en janvier et 6,4 jours en juillet. Pour la période 1991-2020, la température moyenne annuelle observée sur la station météorologique de Météo-France la plus proche, sur la commune de Saint-Loup-du-Dorat à 12 km à vol d'oiseau, est de 12,2 °C et le cumul annuel moyen de précipitations est de 760,0 mm,. Pour l'avenir, les paramètres climatiques de la commune estimés pour 2050 selon différents scénarios d'émission de gaz à effet de serre sont consultables sur un site dédié publié par Météo-France en novembre 2022.

## Urbanisme

### Typologie
Au 1er janvier 2024, Poillé-sur-Vègre est catégorisée commune rurale à habitat dispersé, selon la nouvelle grille communale de densité à sept niveaux définie par l'Insee en 2022.
Elle est située hors unité urbaine. Par ailleurs la commune fait partie de l'aire d'attraction de Sablé-sur-Sarthe, dont elle est une commune de la couronne,. Cette aire, qui regroupe 39 communes, est catégorisée dans les aires de moins de 50 000 habitants,.

### Occupation des sols
L'occupation des sols de la commune, telle qu'elle ressort de la base de données européenne d’occupation biophysique des sols Corine Land Cover (CLC), est marquée par l'importance des territoires agricoles (85,4 % en 2018), en diminution par rapport à 1990 (88,4 %). La répartition détaillée en 2018 est la suivante  : 
terres arables (55,2  %), prairies (26,8  %), forêts (9  %), zones agricoles hétérogènes (3,5  %), zones industrielles ou commerciales et réseaux de communication (3,1  %), zones urbanisées (2,5  %). L'évolution de l’occupation des sols de la commune et de ses infrastructures peut être observée sur les différentes représentations cartographiques du territoire : la carte de Cassini (XVIIIe siècle), la carte d'état-major (1820-1866) et les cartes ou photos aériennes de l'IGN pour la période actuelle (1950 à aujourd'hui).

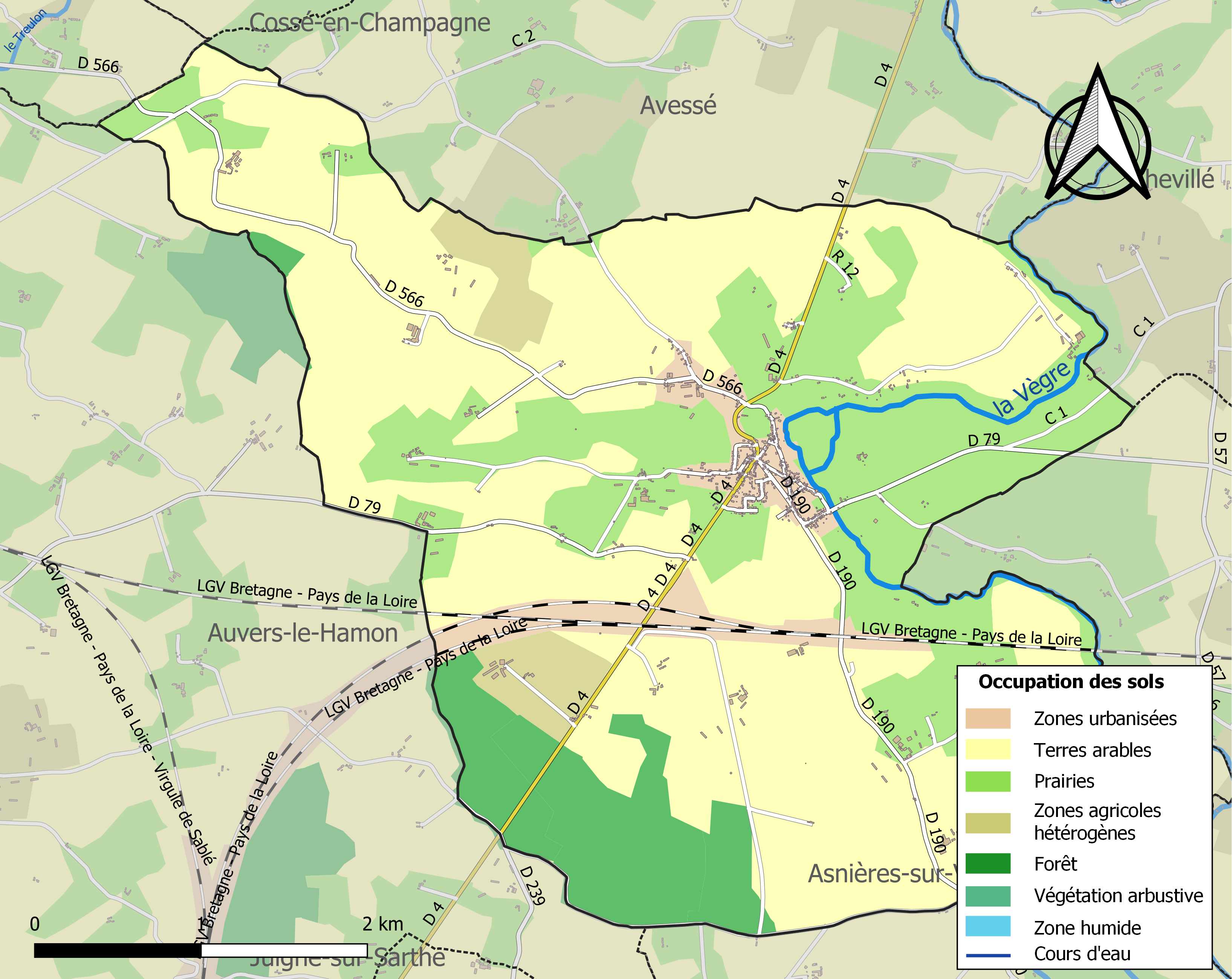
Carte des infrastructures et de l'occupation des sols de la commune en 2018 (CLC).

## Toponymie
Les mentions anciennes de la localité sont  : sacravit ecclesias… de Poliaco IVe siècle, ecclesiam de Poillé 1121,  ecclesia de Polleyo 1191, de Vaigra, iuxta Poilleium XIIIe siècle-XVe siècle, Polleyum 1526.

## Histoire
Des mines de charbon sont brièvement exploitées entre 1841 et 1851.

## Politique et administration
| Période                                  | Période        | Identité             | Étiquette | Qualité                      |
| ---------------------------------------- | -------------- | -------------------- | --------- | ---------------------------- |
| Juillet 1836                             | Mai 1845       | Jean Le Bannier      |           |                              |
| mai 1845                                 | Octobre 1845   | Rouillard            |           | Maire provisoire             |
| Octobre 1845                             | Avril 1845     | Jean Leperd          |           | Décédé                       |
| Avril 1845                               | mai 1874       | René François Genty  |           | Décédé                       |
| Décembre 1874                            | Octobre 1876   | Pierre Fertray-Jouin |           |                              |
| octobre 1876                             | janvier 1876   | Pierre Croyère       |           |                              |
| Janvier 1878                             | Juin 1878      | Stanislas Cousin     |           |                              |
| Juin 1878                                | Mai 1881       | Louis Brion          |           |                              |
| mai 1881                                 | juin 1881      | René Lemore          |           | N'exerce pas                 |
| Juin 1881                                | Février 1882   | Louis Brion          |           | Maire délégué                |
| Février 1882                             | Juin 1882      | Louis Vincent        |           | Maire délégué                |
| Juin 1882                                | Mai 1884       | Charles Beliard      |           | Maire délégué                |
| Mai 1884                                 | Juillet 1886   | Louis Vincent        |           |                              |
| juillet 1886                             | septembre 1917 | Pierre Croyère       |           | Décédé                       |
| novembre 1917                            | décembre 1917  | Henri Guittet        |           | Faisant fonction de maire    |
| décembre 1917                            | avril 1921     | Jacques Lelong       |           |                              |
| avril 1921                               | mai 1929       | Jean-Baptiste Paris  |           |                              |
| mai 1929                                 | mai 1935       | Maurice Brossard     |           |                              |
| mai 1935                                 | avril 1944     | Joseph Pellerin      |           |                              |
| mai 1944                                 | mai 1945       | Félix Villain        |           | Maire délégué                |
| mai 1945                                 | mars 1959      | Robert Berdin        |           |                              |
| mars 1959                                | octobre 1982   | René Plateau         |           | Décédé                       |
| novembre 1982                            |                | Maurice Hubert       |           | Retraité agricole            |
| ?                                        | mars 2001      | Roger Bouttier       |           |                              |
| mars 2001                                | mai 2020       | Danièle Ploncard     | SE        |                              |
| mai 2020                                 | En cours       | Maurice Duluard      | SE        | Retraité du secteur bancaire |
| Les données manquantes sont à compléter. |                |                      |           |                              |

## Démographie
L'évolution du nombre d'habitants est connue à travers les recensements de la population effectués dans la commune depuis 1793. Pour les communes de moins de 10 000 habitants, une enquête de recensement portant sur toute la population est réalisée tous les cinq ans, les populations de référence des années intermédiaires étant quant à elles estimées par interpolation ou extrapolation. Pour la commune, le premier recensement exhaustif entrant dans le cadre du nouveau dispositif a été réalisé en 2004.
En 2022, la commune comptait 597 habitants, en évolution de −1,97 % par rapport à 2016 (Sarthe : −0,25 %, France hors Mayotte : +2,11 %).
| 1793 | 1800  | 1806  | 1821  | 1831  | 1836  | 1841  | 1846  | 1851  |
| ---- | ----- | ----- | ----- | ----- | ----- | ----- | ----- | ----- |
| 926  | 1 002 | 1 008 | 1 041 | 1 046 | 1 084 | 1 130 | 1 219 | 1 266 |

| 1856  | 1861  | 1866  | 1872 | 1876 | 1881 | 1886 | 1891 | 1896 |
| ----- | ----- | ----- | ---- | ---- | ---- | ---- | ---- | ---- |
| 1 202 | 1 052 | 1 033 | 952  | 879  | 893  | 884  | 858  | 821  |

| 1901 | 1906 | 1911 | 1921 | 1926 | 1931 | 1936 | 1946 | 1954 |
| ---- | ---- | ---- | ---- | ---- | ---- | ---- | ---- | ---- |
| 786  | 733  | 730  | 672  | 647  | 639  | 600  | 643  | 613  |

| 1962 | 1968 | 1975 | 1982 | 1990 | 1999 | 2004 | 2006 | 2009 |
| ---- | ---- | ---- | ---- | ---- | ---- | ---- | ---- | ---- |
| 633  | 545  | 482  | 463  | 470  | 554  | 654  | 658  | 652  |

| 2014 | 2019 | 2022 | - | - | - | - | - | - |
| ---- | ---- | ---- | - | - | - | - | - | - |
| 615  | 612  | 597  | - | - | - | - | - | - |

## Lieux et monuments
L'église Saint-Denis, au centre du village, possède un chœur ancien. Cette église est partiellement ceinturée par une série de marches, elles aussi anciennes. Ces marches descendent vers le bas du bourg où l'on trouve un lavoir, un ancien temple, l'ancienne geôle, mais aussi deux moulins sur la Vègre : le moulin du Grand Val et le moulin du Petit Val. À noter aussi, à 3 km à l'extérieur du village, en direction d'Asnières-sur-Vègre, le château de Verdelles, demeure des seigneurs de Poillé et Juigné.

## Activité et manifestations
Plusieurs activités sont proposées par la commune chaque année : du bric-à-brac qui a lieu le dernier jour des grandes vacances à la journée des crêpes durant laquelle les habitants sont invités à faire cuire leurs crêpes sur un grand feu, en passant par la visite du père Noël qui arrive chaque année en 4×4 ou en canoë entre autres.
La commune bénéficie de terrains de football, de tennis ou de pétanque. La Vègre offre elle aussi de nombreuses possibilités. Son emplacement à flanc de colline permet des descentes aux amateurs de vélo ou autres.